# アボット (風俗嬢)
アボット（1980年2月1日 - ）は、日本の元風俗嬢、タレント、YouTuber、歌い手。神奈川県川崎市生まれ、埼玉県育ち。地雷系をコンセプトにしている風俗店「デッドボール」に在籍していた。(デッドボールは男性だけではなく女性客も利用可能)。引退後もデッドボールのスタッフとして働き、YouTubeなどにも出演し、デッドボールの看板娘で中心人物でもあり、広報部長としても活躍していた。2021年06月30日をもってデッドボールのスタッフを退職し、YouTube、メディア出演も含め、風俗業界を完全引退した。
風俗嬢時代は「歯がないばか」、「歯無し、家無し、常識ナシ」などの強烈なキャッチフレーズを持ち、個性あふれるインパクトの強いキャラから、熱狂的な支持を得て、同業者からの人気も高い。愛称は「アボちゃん」「アボ」「アボボ」。アボットと言う源氏名はジム・アボットが由来である。

## 来歴
- 1980年に神奈川県で生まれる。
- 17歳の3月、高校を中退。
- 18歳で寮付きのピンサロに入店し、5年間務める。
- 24歳で各風俗店を転々とし、その後は同じく寮付きの栃木のピンサロに入店し、5年務めた。
- 2013年12月にデッドボールに入店。
- 2014年11月29日にフジテレビで放送された『刹那を生きる女たち 最後のセーフティーネット』にアボットが出演したことで話題となり、同時にこれが切っ掛けで、デッドボールの存在も知れ渡るようになる。また番組内でのアボットの「待ってくれたっていいじゃん」と言う発言が人気となった。
- 2019年11月17日をもってデッドボールの在籍風俗嬢を引退し、その後は同店スタッフとして働いている。
- 2021年06月30日をもってデッドボールのスタッフを退職し、風俗業界も完全引退。理由はYouTubeでお見合いした一般男性の彼氏と同棲する事が決定したため。

## 人物
- 趣味は、ネットカフェで１人アダルトDVD鑑賞会。好きなAV男優は、平本一穂、トニー大木、大島丈、仁科ひかると語っている。
- 好きな食べ物はチキン、豚足、焼肉、などの肉類。嫌いな食べ物はキムチ、梅、辛い物等。
- 好きなブランドはアディダス。
- 風俗になった切っ掛けは、コンビニで立ち読みしていたゴシップ誌に記載された風俗の求人を見つけた事から。
- ヒモの彼氏を養っては、7年同棲していたがDVを受け、最終的にはアボットから愛想を尽かして別れた。
- 前歯が無いのが特徴で、元々昔虫歯になり抜歯をして差し歯だったが、ホストでチーズサラミを勢いよく食べ過ぎてそのまま取れてしまった差し歯を間違えて一緒に飲み込んでしまった。その後代わりの差し歯を入れてもらったが、さらにそこから1年後、ケンタッキーのチキンを食べていて勢いよくかぶりつき、差し歯が取れて落ちてしまった。それから2年後、居酒屋でスルメを食べていたら、そこでも差し歯が取れてしまい、これらの出来事が原因で前歯が無い状態となった。
- 家を借りていた事もあるが、主に待機所や事務所で生活していた。
- 喫煙者である。
- 脊椎側彎症があるとYouTubeで語っており、その影響で杖を突いて歩いていることもある。

### 交友関係
デッドボール同様、地雷系をコンセプトにしている風俗店「トリプルレッドカード」(大阪)に在籍しているキングマンやチクタクバンバン、同じくデッドボールに在籍するバウエルなどの風俗嬢との交友がある。他にもYouTubeでお笑いタレントの楽しんごと共演したこともある。

## 楽曲
- アボットラップ
- しあわせハッピー

## 出演
- 刹那を生きる女たち 最後のセーフティーネット
- 加藤鷹の風俗最前線「日本一の専門店から話題のあのコが満を持して降臨!!」
- 加藤鷹の風俗最前線「加藤鷹の舌で指で中で外で潮吹きまくり連続絶頂」
- 加藤鷹の風俗最前線「加藤鷹にイカされまくった規格外看板嬢の超秘儀フェラ」
- 加藤鷹の風俗最前線「普通と違う口の中は加藤鷹も未体験！規格外看板嬢のパイパン素股」
- 「歯無し家ナシ常識ナシ」アボット降臨！【スナックマロ子第2回】
- 同業集めて抜き打ち学力テスト！衝撃すぎる珍回答が連発！！
- 田村淳の地上波ではダメ! 絶対!